# Palfuria retusa
Palfuria retusa är en spindelart som beskrevs av Simon 1910. Palfuria retusa ingår i släktet Palfuria och familjen Zodariidae. Inga underarter finns listade i Catalogue of Life.